# Dinkelacker-Schwaben Bräu
Die Dinkelacker-Schwaben Bräu GmbH & Co. KG im Konzern der Dinkelacker Brauerei Geschäftsführung GmbH ist der Zusammenschluss der Stuttgarter Brauereien Dinkelacker und Schwaben Bräu.

## Geschichte
Die Brauereien Dinkelacker und Schwaben Bräu wickelten ihre Logistik bereits ab 1994 gemeinsam unter der Bezeichnung Dinkelacker-Schwaben Bräu Logistik (DSL) ab.
1996 schlossen sich Dinkelacker und Schwaben Bräu zur Dinkelacker-Schwaben Bräu AG zusammen, welche am 1. Oktober 2004 von InBev übernommen wurde.
Seit dem 2. Januar 2007 ist die Firma unter dem Namen Dinkelacker-Schwaben Bräu GmbH & Co. KG wieder im Familienbesitz. 2012 wurden 800.000 hl und 2017 750.000 hl  Bier gebraut.
2018 wurden 66 % der Anteile an der Mauritius Brauerei in Zwickau übernommen.

## Marken
Folgende Marken sind unter dem Dach der Dinkelacker-Schwaben Bräu GmbH & Co. KG angesiedelt:
- Dinkelacker
- Schwaben Bräu
- Sanwald
- Cluss
- Wulle
- Haigerlocher
- Bräuchle
- Sigel Kloster